# Hinundayan
Hinundayan is een gemeente in de Filipijnse provincie Southern Leyte op het eiland Leyte. Bij de laatste census in 2007 had de gemeente bijna 12 duizend inwoners.

## Geografie

### Bestuurlijke indeling
Hinundayan is onderverdeeld in de volgende 17 barangays:
| - Amaga - Ambao - An-an - Baculod - Biasong - Bugho - Cabulisan - Cat-iwing - District I | - District II - District III - Hubasan - Lungsodaan - Navalita - Plaridel - Sabang - Sagbok |

## Demografie
Hinundayan had bij de census van 2007 een inwoneraantal van 11.610 mensen. Dit zijn 497 mensen (4,5%) meer dan bij de vorige census van 2000. De gemiddelde jaarlijkse groei komt daarmee uit op 0,61%, hetgeen lager is dan het landelijk jaarlijks gemiddelde over deze periode (2,04%). Vergeleken met de census van 1995 is het aantal mensen met 993 (9,4%) toegenomen.

De bevolkingsdichtheid van Hinundayan was ten tijde van de laatste census, met 11.610 inwoners op 59,9 km², 193,8 mensen per km².